# Elecciones presidenciales de Colombia de 1866

## Candidatos
| Foto | Candidato a presidente     | Partido o movimiento      | Votos estatales |
| ---- | -------------------------- | ------------------------- | --------------- |
|      | Tomás Cipriano de Mosquera | Liberal (sector moderado) | 7               |
|      | José Hilario López         | Liberal (sector radical)  | 1               |
|      | Pedro Justo Berrío         | Conservador               | 1               |

## Resultados
Estados que votaron por Tomás Cipriano de Mosquera:
- Bolívar
- Magdalena
- Panamá
- Cundinamarca
- Santander
- Cauca
- Boyacá

Estado que votó por Pedro Justo Berrío:
- Antioquia

Estado que votó por José Hilario López:
- Tolima